# 正則表現 (数学)
数学、特に群の表現論において、群 G の正則表現（せいそくひょうげん、英: regular representation）とは、G の G 自身への移動による群作用によって与えられる線型表現を言う。
左移動により与えられる左正則表現 (left regular representation) λ と右移動の逆により与えられる右正則表現 (right regular representation) ρ がある。

## 有限群
有限群 G に対し、（体 K 上の）左正則表現 λ は、G の元により自由生成された K-ベクトル空間 V（すなわち、G の元たちは V の基底と同一視できる）の上の線型表現である。g ∈ G が与えられると、λ(g) は g による左移動による基底への作用によって決定される線型写像である、すなわち
全ての {\displaystyle h\in G} に対して、{\displaystyle \lambda (g)\colon h\mapsto gh}
である。右正則表現 ρ に対しては、表現の公理を満たすため、逆を取る必要がある。つまり、g ∈ G が与えられると、ρ(g) は g−1 による右移動による基底への作用により決定される V 上の線型写像である。すなわち、
全ての {\displaystyle h\in G} に対して、{\displaystyle \rho (g)\colon h\mapsto hg^{-1}}
である。あるいは、これらの表現は、全ての写像 G → K のなす K-ベクトル空間 W 上に定義することもできる。この形の定義を用いれば、正則表現はリー群のような位相群へ一般化される。
W に関して、具体的に定義すると次のようになる。写像 f: G → K と元 g ∈ G が与えられると、
{\displaystyle (\lambda (g)f)(x)=f(g^{-1}x)}
および
{\displaystyle (\rho (g)f)(x)=f(xg)}
と定義される。

## 群の正則表現の重要性
「G が自分自身の上へ乗法によって作用する」と言うのはトートロジーである。この作用を置換表現と見なすと、正則表現はただ一つの軌道を持ち安定化群が G の単位元のみの部分群 {e} であるものとして特徴づけられる。与えられた体 K について、G の正則表現は、K 上のベクトル空間の基底の集合の置換表現と取ることで得られる線型表現である。この表現の重要性は、置換表現が分解しないことに対し（置換表現は推移的である）、正則表現は一般により小さい表現へ分解することにある。例えば、G を有限群で、K を複素数体とすると、正則表現は既約表現の直和へ分解し、分解における各々の既約表現の重複度はその次元である。これらの既約表現の個数は G の共役類の個数に等しい。
群環の記事では、有限群の正則表現について、正則表現がどのように加群とみなせるかとともに、詳しく解説されている。

## 位相群の場合
位相群 G に対し、上の意味での正則表現は、G が移動によって作用する、G 上の関数の適切な空間で置き換えなければならない。コンパクト群の場合は、ペーター・ワイルの定理を参照。G がリー群であってコンパクトでも可換でもなければ、これは調和解析の難しい問題である。局所コンパクト可換群の場合は、ポントリャーギンの双対性の理論の一部である。